# Martin Gould
Martin Gould (municipio de Harrow, Inglaterra, 14 de septiembre de 1981) es un jugador profesional de snooker británico.
Se convirtió en profesional en 1999 y ha ganado un torneo, el Masters de Alemania de 2016. Asimismo, ha conseguido un 147.